# Federación libanesa de baloncesto
La FLB (por sus siglas en inglés Fédération Libanaise de Basketball) es el organismo que rige las competiciones de clubes y la Selección nacional de Líbano. Pertenece a la asociación continental FIBA Asia.

## Registros
- 207 Clubes Registrados